# Frank Schindel
Frank Schindel (* 2. März 1965 in Karlsruhe) ist ein deutscher Popsänger. Im deutschsprachigen Raum erlangte er Bekanntheit unter anderem durch seine in Deutsch gesungenen Interpretationen von Kōji Wadas Musik für das Digimon-Franchise.

## Leben
Frank Schindel begann im Alter von zwölf Jahren mit dem Spielen der Gitarre. Nach dem Erreichen der Volljährigkeit zog er nach München und wechselte zum Gesang über. In seiner musikalischen Laufbahn arbeitete er mit den Bands Soulfood (1987–1993), Funkability (1993–1998) zusammen und war Mitbegründer der Band Art Pope. In den 1990er Jahren war er als Studiosänger für Plattenproduktionen, unter anderem für Sqeezer, Worls Appart, DJ BoBo und Artist United for Nature, zu hören. Auch war er als Unterstützung für Musikgruppen aktiv, die im Bereich der afroamerikanischen Musik und im Jazz Stücke von Johnny Guitar Watson, Temptations, The Supremes und B.B. King interpretierten. In dieser Zeit baute er sich sein eigenes Tonstudio in München auf.
Schindel tritt des Öfteren auch als Produzent auf. Im deutschsprachigen Raum wurde er ab 1999 bekannt für seine Interpretationen der Songs des japanischen Künstlers Kōji Wada in deutscher Sprache zu den Animes der Franchises Digimon, One Piece, Pretty Cure und Yu-Gi-Oh! sowie der Serien Beyblade V-Force, Detektiv Conan und Dragonball Z. Schindel gehört auch zu den sogenannten „Anime Allstars“ der Album-Reihe Anime Hits, die von Sony Music Entertainment herausgegeben wird.
Nachdem Schindel sich für mehrere Jahre aus dem aktiven Showgeschäft zurückgezogen hatte und nicht mehr als Sänger aktiv gewesen war, feierte er im Februar 2025 im Rahmen der KokoroKon in Wien sein Comeback. Obwohl ursprünglich lediglich Autogrammstunden sowie ein Q&A-Panel angekündigt waren, trat Schindel gemeinsam mit Petra Scheeser, Julia Scheeser und Rickie Kinnen als Überraschungsgast auf und sang Ich werde da sein sowie Leb Deinen Traum.
Neben seiner eigenen Musik arbeitet Schindel als Toningenieur, dabei unter anderem für Fernsehproduktionen der Sender ZDF, BR, RTL II, Sport1, Eurosport, Sky und weitere.
Er ist verheiratet und hat zwei Kinder.

## Alben
| Veröffentlicht | Album                                                         | Songs                                                                                |
| -------------- | ------------------------------------------------------------- | ------------------------------------------------------------------------------------ |
| 2000           | Digimon - Digital Monsters                                    | Leb Deinen Traum, Wir Werden Siegen, Alles Wird Gut, Vertrau Mir                     |
| 2001           | Digimon - Digital Monsters Vol. 2                             | Ich Werde Da Sein, Dein Traum Wird Wahr, Wir werden bei dir sein                     |
| 2001           | Dragonball Z - Der Offizielle Soundtrack Zur TV-Serie         | Die Ruhe Vor Dem Sturm                                                               |
| 2002           | Dragonball Z Vol. 2 - Der Offizielle Soundtrack Zur TV-Serie  | Spiel Mit Deiner Kraft, Engel (Das Japanische TV-Ending)                             |
| 2003           | Yu-Gi-Oh! - Die Besten Songs Zur TV-Serie                     | Das Spiel Ist Unsere Welt                                                            |
| 2003           | One Piece - Der Offizielle Soundtrack Zur TV-Serie            | Ich werde Wie Du                                                                     |
| 2004           | Beyblade V-Force - Der Offizielle Soundtrack Zur TV-Serie     | Niemals Untergehn                                                                    |
| 2004           | Digimon - Digital Monsters Season Four                        | Wenn Das Feuer In Dir Brennt, Blader, With Broken Wings, Die Hyper Spirit Digitation |
| 2005           | Pretty Cure - Der Offizielle Soundtrack Zur Serie             | Das Licht Des Regenbogens                                                            |
| 2006           | Detektiv Conan - Der Offizielle Soundtrack                    | Niemals Zu Ende Gehen                                                                |
| 2006           | Toggo United - Fussball-Hymnen Für Die Weltmeister Von Morgen | Wieder Da                                                                            |